# Magma (musikgrupp)

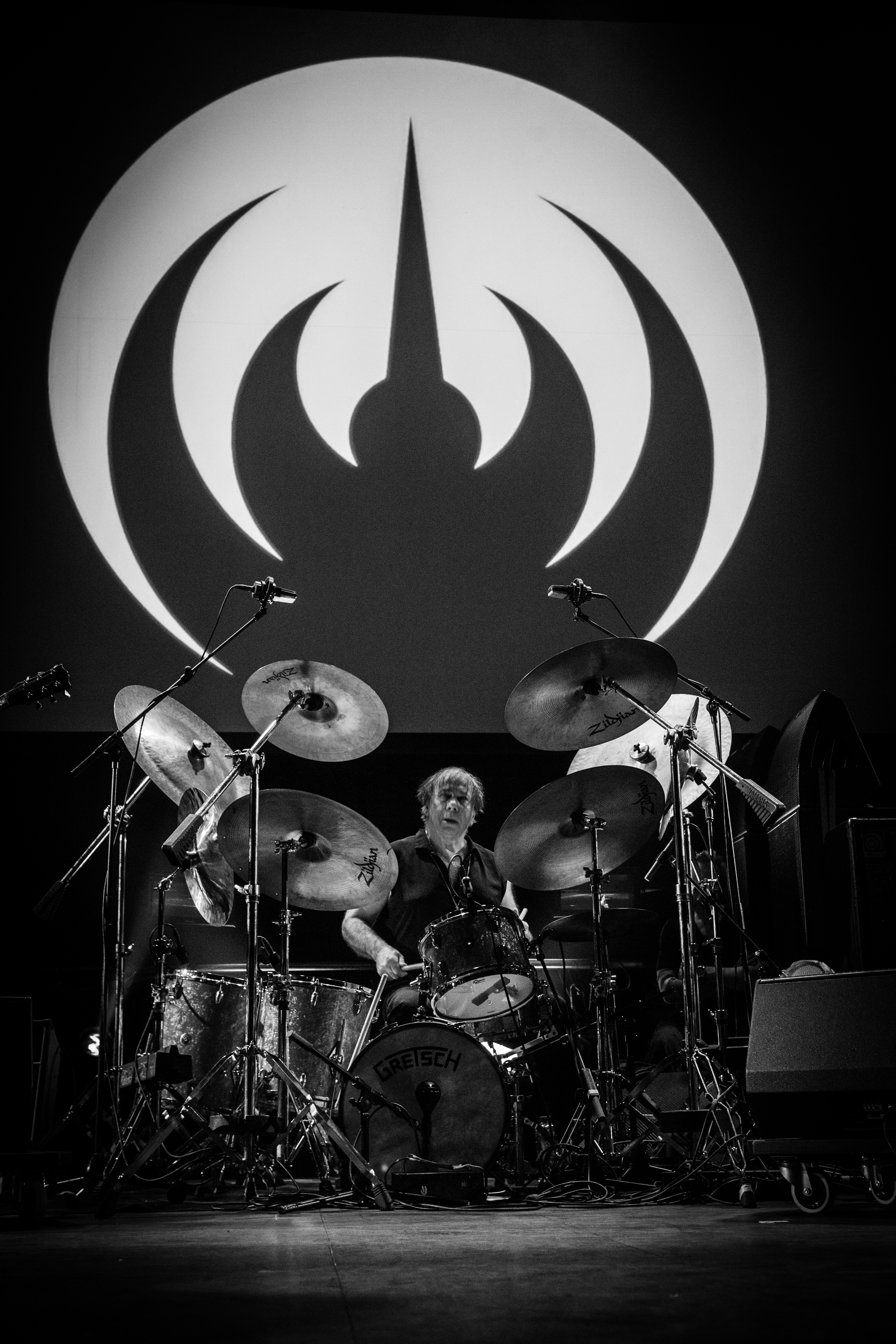
Christian Vander uppträder med Magma 2017.

Magma är en fransk progressiv rockgrupp som bildades i Paris 1969. Gruppen leds av trumslagaren Christian Vander som speciellt för gruppens musik skapade språket "Kobaïan", vilket varit en vital del av gruppens musik. Ett återkommande tema på deras album är en dystopisk framtid där Tellus blivit obebolig och överlevande människor tvingats fly till planeten "Kobaia". Jazzsaxofonisten John Coltrane har varit en av Vanders viktigaste inspirationskällor när han skapat gruppens musik.
Gruppen har under åren haft ett otal medlemmar men bland de viktigaste förutom Christian Vander bör nämnas sångaren Klaus Blasquiz som sjunger på alla album från 1970-1978.

## Diskografi, studioalbum
- Magma (1970)
- 1001° Centigrades (1971)
- Mëkanïk Dëstruktï? Kömmandöh (1973)
- Ẁurdah Ïtah (1974)
- Köhntarkösz (1974)
- Üdü Ẁüdü (1976)
- Attahk (1978)
- Merci (1984)
- Mekanïk Kommandöh (1989)
- K.A (Köhntarkösz Anteria) (2004)
- Ëmëhntëhtt-Ré (2009)
- Félicité Thösz (2012)
- Rïah Sahïltaahk (2014)
- Šlag Tanz (2015)
- Zëss (2019)
- Kartëhl (2022)